# العلاقات الأردنية البوليفية
العلاقات الأردنية البوليفية هي العلاقات الثنائية التي تجمع بين الأردن وبوليفيا.

## مقارنة بين البلدين
هذه مقارنة عامة ومرجعية للدولتين:
| وجه المقارنة                                              | الأردن                   | بوليفيا                                          |
| --------------------------------------------------------- | ------------------------ | ------------------------------------------------ |
| المساحة (كم2)                                             | 89.34 ألف                | 1.10 مليون                                       |
| عدد السكان (نسمة)                                         | 9.81 مليون               | 11.05 مليون                                      |
| الكثافة السكانية (ن./كم²)                                 | 109.81                   | 10.05                                            |
| العاصمة                                                   | عمان                     | سوكري، لاباز                                     |
| اللغة الرسمية                                             | اللغة العربية            | اللغة الإسبانية، اللغة الأيمرية، كتشوا، غوارانية |
| العملة                                                    | دينار أردني              | بوليفاريو بوليفي                                 |
| الناتج المحلي الإجمالي (بليون دولار)                      | 40.07 مليار              | 37.51 مليار                                      |
| الناتج المحلي الإجمالي (تعادل القوة الشرائية) بليون دولار | 82.80 مليار              | 74.58 مليار                                      |
| الناتج المحلي الإجمالي الاسمي للفرد دولار أمريكي          | 4.94 ألف                 | 3.08 ألف                                         |
| الناتج المحلي الإجمالي للفرد دولار أمريكي                 | 12.05 ألف                | 6.63 ألف                                         |
| مؤشر التنمية البشرية                                      | 0.748                    | 0.662                                            |
| رمز المكالمات الدولي                                      | +962                     | +591                                             |
| رمز الإنترنت                                              | .jo                      | .bo                                              |
| المنطقة الزمنية                                           | ت ع م+02:00، ت ع م+03:00 | 00                                               |

## منظمات دولية مشتركة
يشترك البلدان في عضوية مجموعة من المنظمات الدولية، منها:
| علم المنظمة | اسم المنظمة                        | تاريخ انضمام الأردن | تاريخ انضمام بوليفيا |
| ----------- | ---------------------------------- | ------------------- | -------------------- |
|             | الاتحاد البريدي العالمي            | ?                   | ?                    |
|             | مؤسسة التنمية الدولية              | 4 أكتوبر 1960       | 21 يونيو 1961        |
|             | منظمة حظر الأسلحة الكيميائية       | ?                   | ?                    |
|             | منظمة التجارة العالمية             | ?                   | 12 سبتمبر 1995       |
|             | الأمم المتحدة                      | 14 ديسمبر 1955      | 14 نوفمبر 1945       |
|             | وكالة ضمان الاستثمار متعدد الأطراف | 12 أبريل 1988       | 3 أكتوبر 1991        |
|             | منظمة الشرطة الجنائية الدولية      | ?                   | ?                    |
|             | مؤسسة التمويل الدولية              | 20 يوليو 1956       | 20 يوليو 1956        |
|             | الاتحاد الدولي للاتصالات           | 20 مايو 1947        | 1 يونيو 1907         |
|             | البنك الدولي للإنشاء والتعمير      | 29 أغسطس 1952       | 27 ديسمبر 1945       |
|             | يونسكو                             | 14 يونيو 1950       | 13 نوفمبر 1946       |

## وصلات خارجية
- موقع وزارة الخارجية الأردنية
- موقع وزارة الخارجية البوليفية